# Любомльский район
Любо́мльский райо́н (укр. Любомльський район) — упразднённая административная единица на западе Волынской области Украины. Административный центр — город Любомль.

## География
Площадь — 1481 км².

## История
Район образован в 1940 году. 21 января 1959 года к Любомльскому району была присоединена часть территории упразднённого Головнянского района.
17 июля 2020 года в результате административно-территориальной реформы район был упразднён, его территория вошла в состав Ковельского района. На территории района были сформированы Вишневская, Головненская, Любомльская и Ровненская территориальные общины. Территория Зачернецкого сельского совета вошла в состав Смидинской сельской общины.

## Демография
Численность наличного население района, на 1 декабря 2013 года составила 39 662 человека, в том числе в городских условиях проживали 13 290 человек (33,51 %), в сельских — 26 372 (66,49 %). Постоянное население — 39 619 человек, в том числе городское население — 13 190 человек (33,29 %), сельское — 26 429 человек (66,71 %)

## Административное устройство
На момент упразднения район включал в себя:
Количество советов (рад):
- городских — 1
- поселковых — 1
- сельских — 22

### Населённые пункты
Количество населённых пунктов:
- городов районного значения — 1 (Любомль)
- посёлков городского типа — 1 (Головно — 3 206)
- сёл — 68

Всего насчитывается 70 населённых пунктов.